# U-Bahn-Station Karlsplatz
Karlsplatz is een metrostation in het district Innere Stadt van de Oostenrijkse hoofdstad Wenen. Het station werd geopend op 30 juni 1899 als onderdeel van de Wientallijn die langs de Wien loopt en de westelijke voorsteden met het centrum verbond. Sinds 25 februari 1978 wordt het station bediend door metrolijn U1. Op 15 augustus 1978 kwam daar de U4 bij, gevolgd door de U2 op 30 augustus 1980.

## Stadtbahn
Het station werd in 1899 geopend als Academiestraße op de rechteroever van de Wien aan de zuidrand van de binnenstad. Nog in hetzelfde jaar werd het plein Karlsplatz genoemd en het station werd toen ook omgedoopt. Op 6 augustus 1901 werd de Stadtbahn verlengd langs het Donaukanaal aan de oostrand van de binnenstad. De stoomtreinen op de Wientallijn werden op 7 september 1925 vervangen door elektrische tractie. De perrons lagen op het niveau van de rivierbedding terwijl de twee toegangsgebouwen op het hogergelegen straatniveau werden gebouwd. Architectonisch is het station een uitzondering onder de voormalige Stadtbahnstations. De twee toegangsgebouwen, die nu aan de oostkant van het station liggen, werden door Stadtbahn architect Otto Wagner gebouwd in staalskeletbouw bekleed met marmer. De toegegangsgebouwen werden opgetrokken in de toen moderne jugendstil en rijkelijk voorzien van ornamenten, waaronder de bloemmotieven van kunstenaar Joseph Maria Olbrich. Ieder toegangsgebouw bood slechts toegang aan een zijperron voor een richting, de perrons waren ten opzichte van elkaar verschoven aangelegd. Op 26 januari 1968 besloot de gemeenteraad tot de aanleg van een metro. Behalve de geheel als metro ontworpen U1, zouden in de eerste fase de premetro in de Lastenstraßetunnel en de Stadtbahn tot respectievelijk U2 en U4 worden omgebouwd.

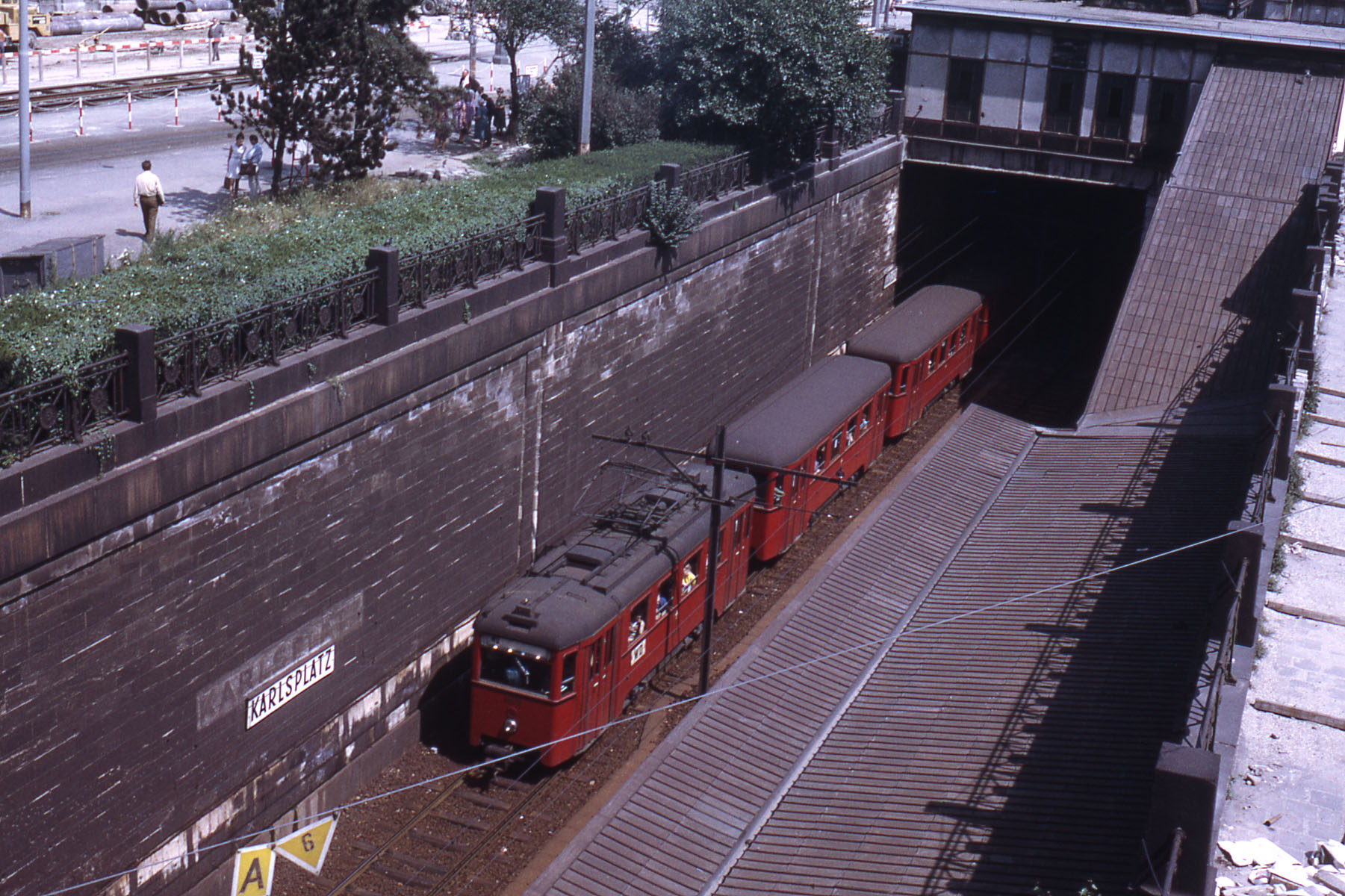
Het nog open station in het Stadtbahntijdperk
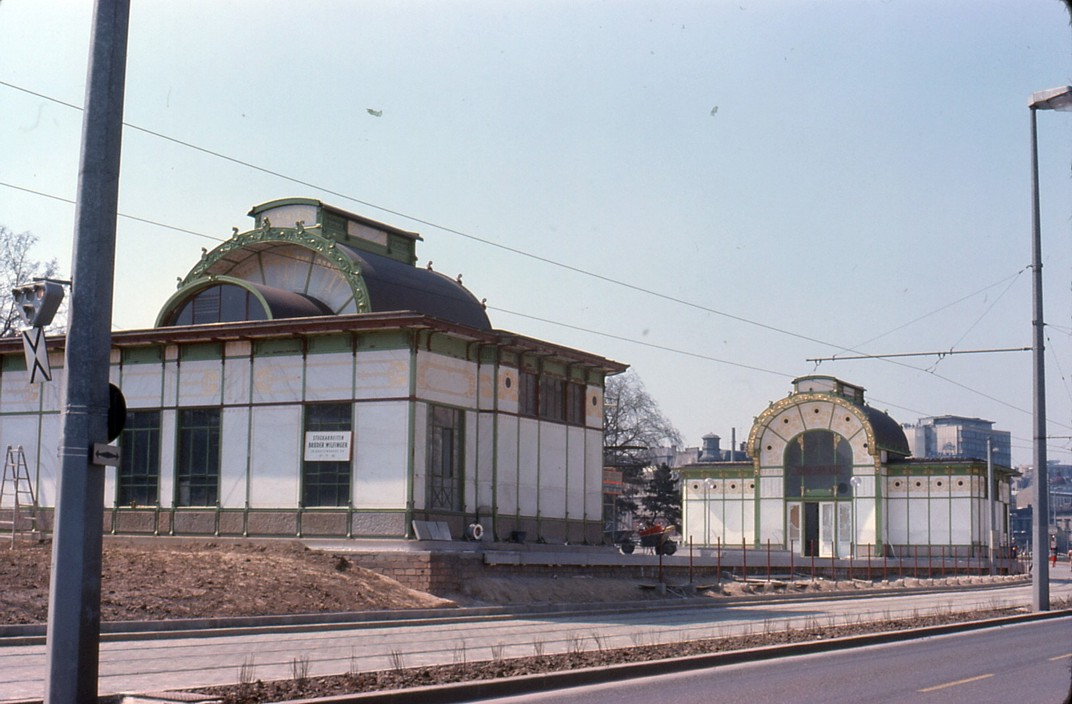
De toegangsgebouwen van Otto Wagner uit 1899
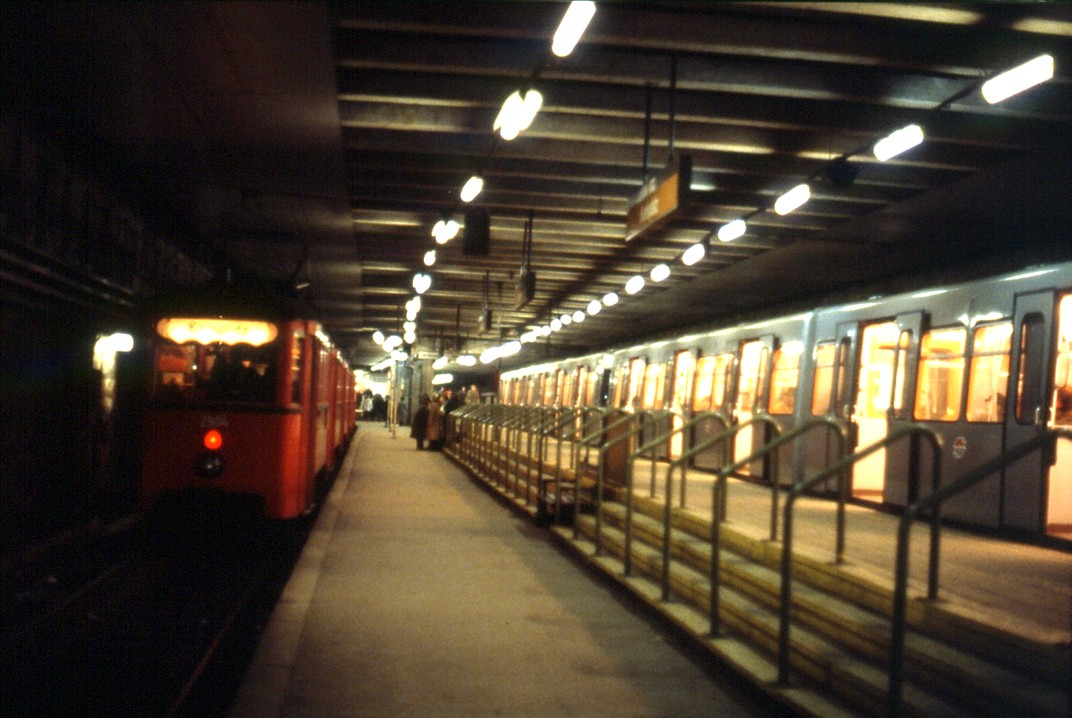
Tijdens de ombouw overstappen tussen Stadtbahn en Metro (12 december 1979)

## U-Bahn
De bouw van de metro begon op 3 november 1969 bij Karlsplatz, dat het knooppunt moest worden van de drie metrolijnen en de Badner Bahn. In het kader van de metrobouw zouden de toegangsgebouwen van Otto Wagner worden gesloopt, maar na protesten volgde een renovatie. De beide gebouwen werden op het inmiddels aangebrachte dak boven de tunnelbak, 2 meter hoger dan de straat, weer opgebouwd. In het oostelijke kwam een café en in het westelijke is een tentoonstelling over het werk van Otto Wagner. Het westelijke gebouw heeft ook een toegang tot de Karlsplatzpassage, de overstap tussen U4 en U2, maar een rechtstreekse verbinding met het perron is er niet meer. Voor de U2 werd de Lastenstraßetunnel met 400 meter aan de zuidkant verlengd tot de nieuwe perrons onder de linkeroever van de Wien. Op 18 augustus 1973 was de bouw van de U1 zover gevorderd dat de eerste metro's de tunnel in konden. Onder grote belangstelling werden toen twee metrorijtuigen met een kraan neergelaten in de tunnel op 24,63 meter onder het maaiveld. De enorme bouwput was ook filmset van de in 1973 uitgebrachte speelfilm Scorpio. De ombouw van de Stadtbahn tot metro in de periode 1976 – 1981 betekende ook een algehele ombouw van het bestaande deel van het station. Destijds werden vaste trappen en roltrappen voldoende geacht als toegang tot het station. De toegang voor rolstoelen, invaliden en kinderwagens kwam pas later in beeld en pas in 1995 werd een lift tussen het U4 perron en de Kärntertorpassage gebouwd en in 1996 kregen ook de zijperrons van de U2 een lift.

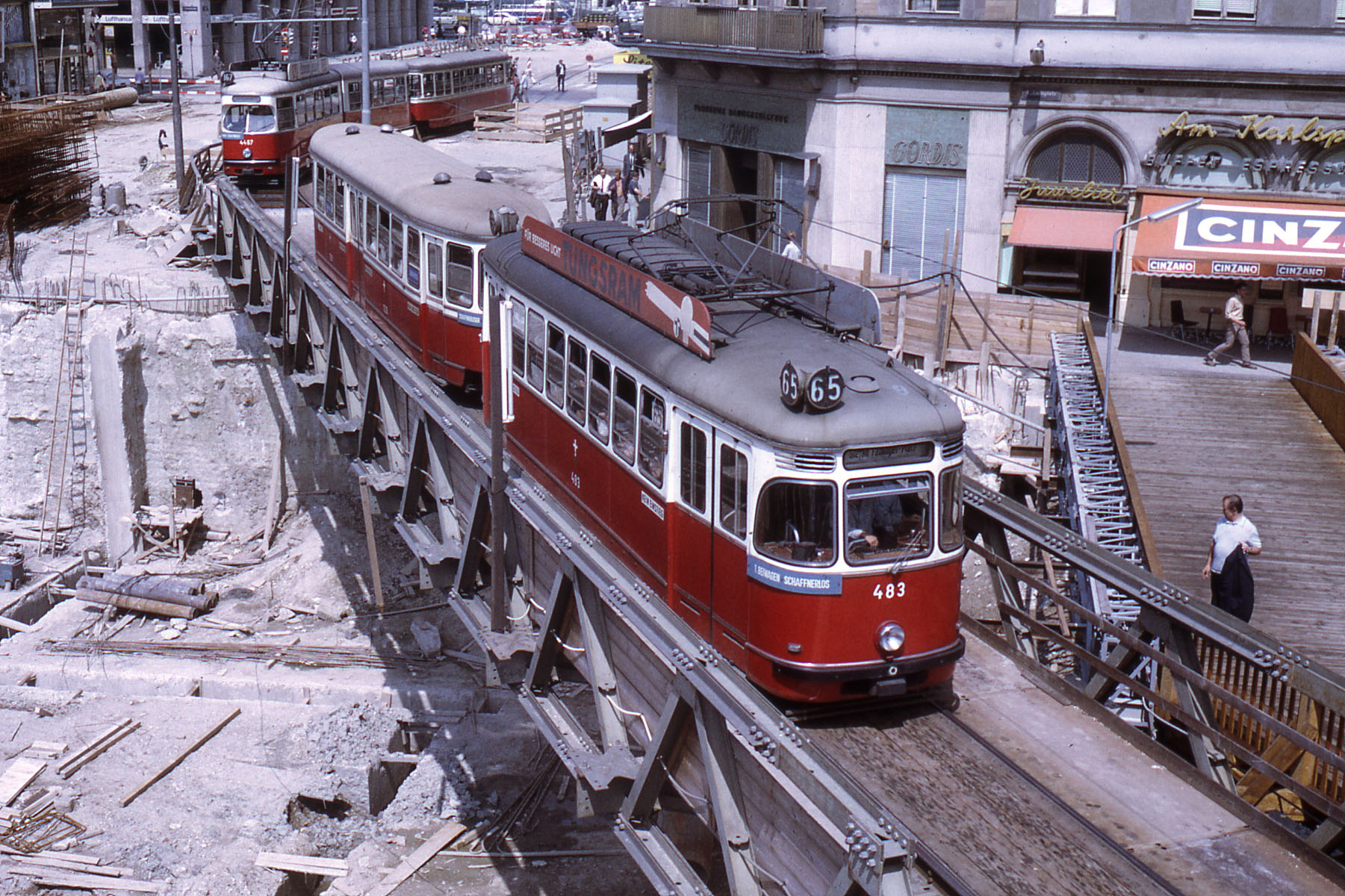
Trams uit de Kärntnerstraße rijden in 1970 via een hulpbrug over de bouwput van de U2
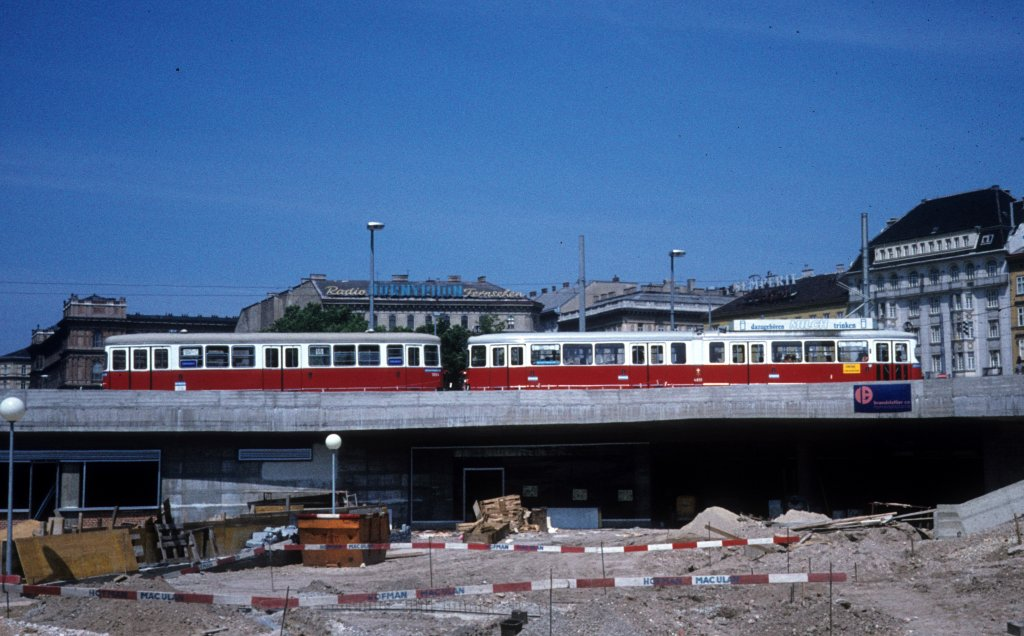
De nieuwe ingang aan de zuidkant in aanbouw in 1977
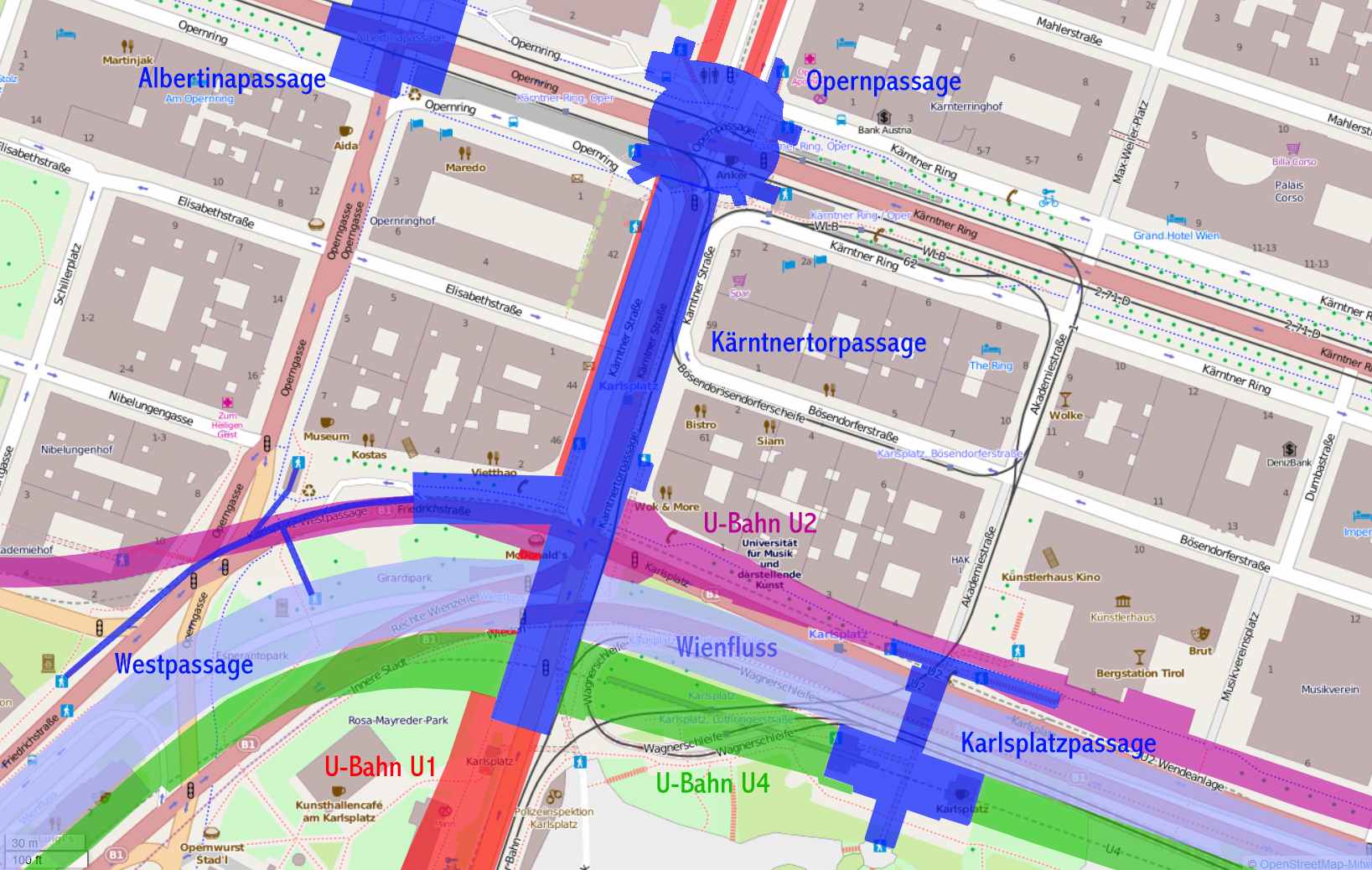
De plattegrond van station Karlsplatz

## Ligging en inrichting
De ligging in het centrum van de stad betekent dat het station door vele bekende gebouwen is omgeven. De Opernpassage, de noordelijke verdeelhal, ligt bij de Weense Staatsopera, de winkelstraat Kärntnerstraße en verschillende dure hotels. In het kader van de metrobouw is boven de sporen van de U1 de Kärntertorpassage gebouwd van de Opernpassage naar het zuiden. De zuidelijke uitgang ligt bij het Resselpark waar zich de Karlskirche en de Technische Universiteit bevinden. Via de Westpassage, boven de verlengde Lastenstraßetunnel, zijn het Secessionsgebouw en de Naschmarkt bereikbaar. Via de Karlspassage zijn ook de Musikverein en het Künstlerhaus bereikbaar. Het pylonenstation van de U1 ligt op 24,63 meter diepte onder de Kärntner Straße en is het diepste punt van het station. De sporen van de U1 lopen in twee enkelsporige tunnels naar de Karlsplatz. Twee verdiepingen hoger ligt het zuidelijke eindpunt van U2 met twee zijperrons. De U4 heeft een eilandperron op de rechteroever van de Wien pal onder de Kärntnertorpassage.

## Kunstwerken
Bovengronds springen de toegangsgebouwen in jugendstil eruit, ondergronds zijn op diverse plaatsen in de passages kunstprojecten te vinden. Sinds 2003 hangt in de Karlsplatzpassage een 16 meter lange Fries met de naam "Unisono di colori". Het kunstenaarspaar Eleonor en Ernst Friedrich schiepen een ensemble van verschillende rechthoekige vlakken die zowel in materiaal keuze als in kleurenschakering van elkaar verschillen. In de westelijke passage werd in 2005/2006 het project Medieninstallation Pi van de Canadese kunstenaar Ken Lum uitgevoerd. Over een lengte van 130 meter worden in 16 reflecterende vitrines statistische gegevens geprojecteerd. Door de gegevens van dit moment meteen weer te geven, kunnen de voorbijgangers de sociale en economische feiten ervaren terwijl ze door de spiegels achter de gegevens ook zelf deel worden van de weergave. De installatie kwam tot stand door een samenwerking tussen het Wissenschaftszentrum Wien en de Wiener Linien. Begin 2012 werden de wanden van de gang tussen de U1 en de U2 opgesierd door multimediakunstenaar Peter Kogler. Hij kwam met een "behang" met een buizenpatroon onder de naam "zonder titel" als verwijzing naar de overstapfunctie van de gang. Sinds september is ook de Kärntertorpassage van een kunstwerk zonder titel voorzien. Hier maakte de Tiroler kunstenaar Ernst Caramelle een 70 meter lange wandschildering met acht verschillende vlakken. Verschillende perspectieven wisselen elkaar af en het ritme wordt nog versterkt doordat de wandschildering spiegelt in het melkglas op de tegenover liggende wand.

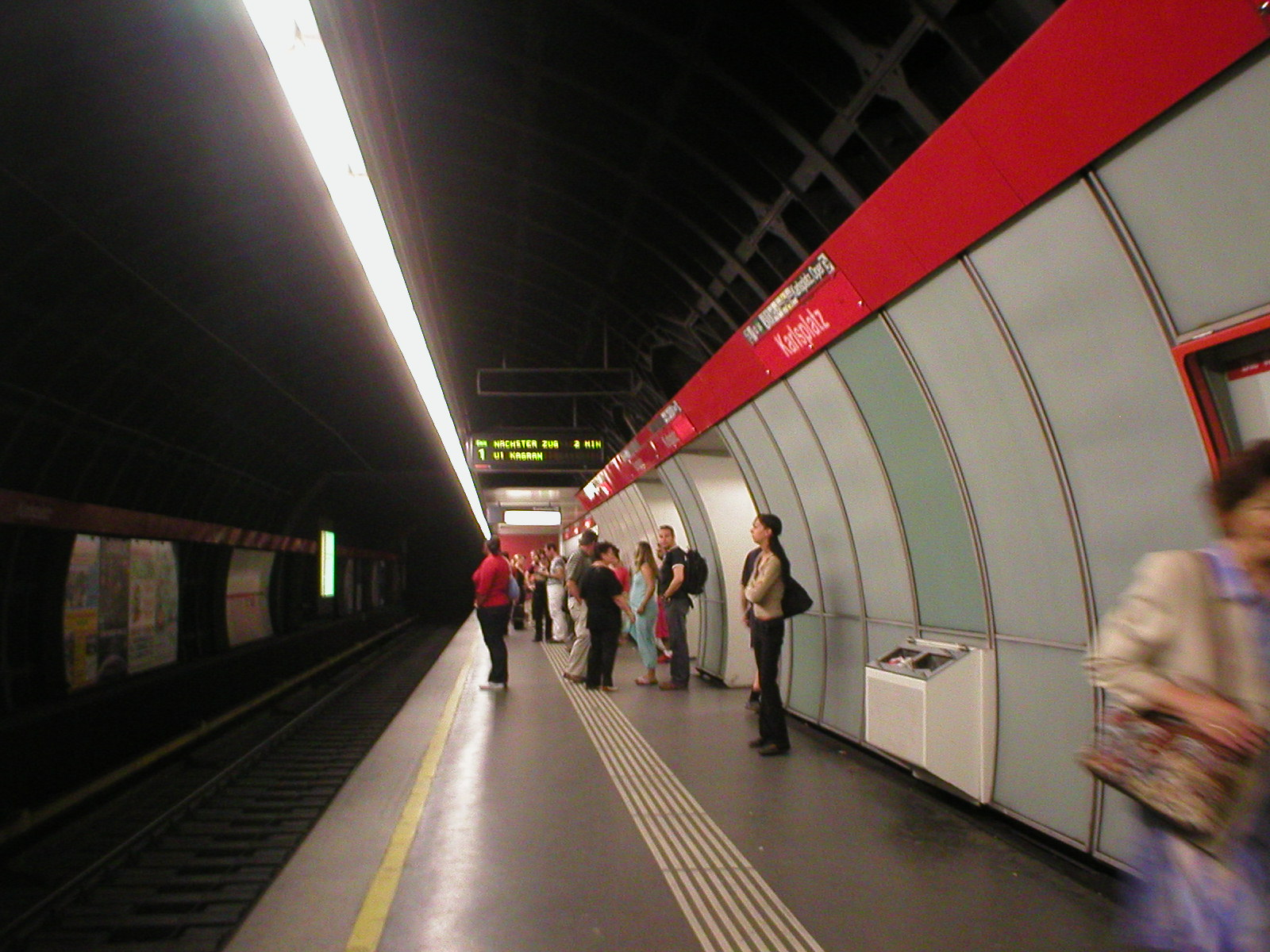
Perron van de U1
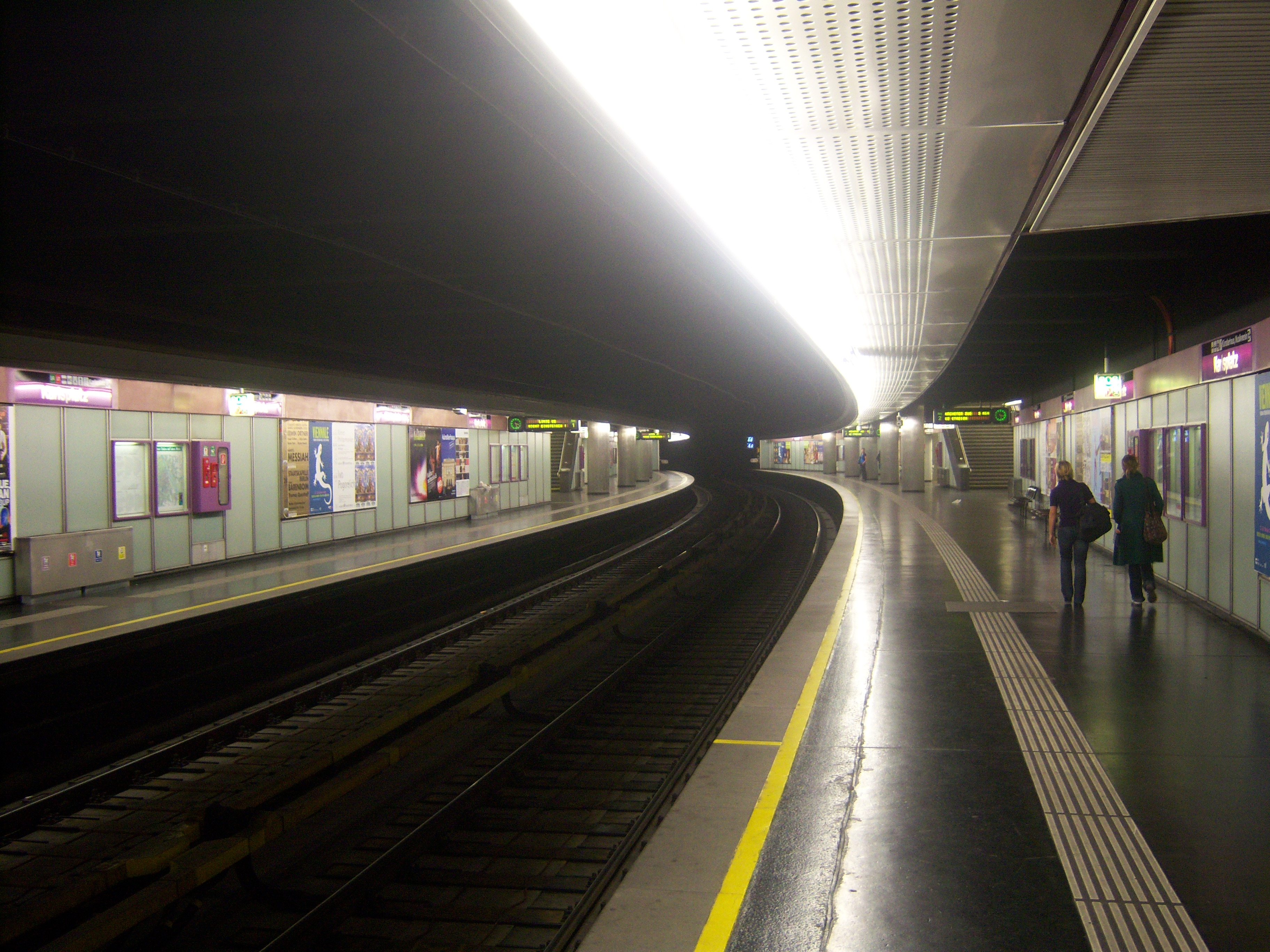
Perrons van de U2
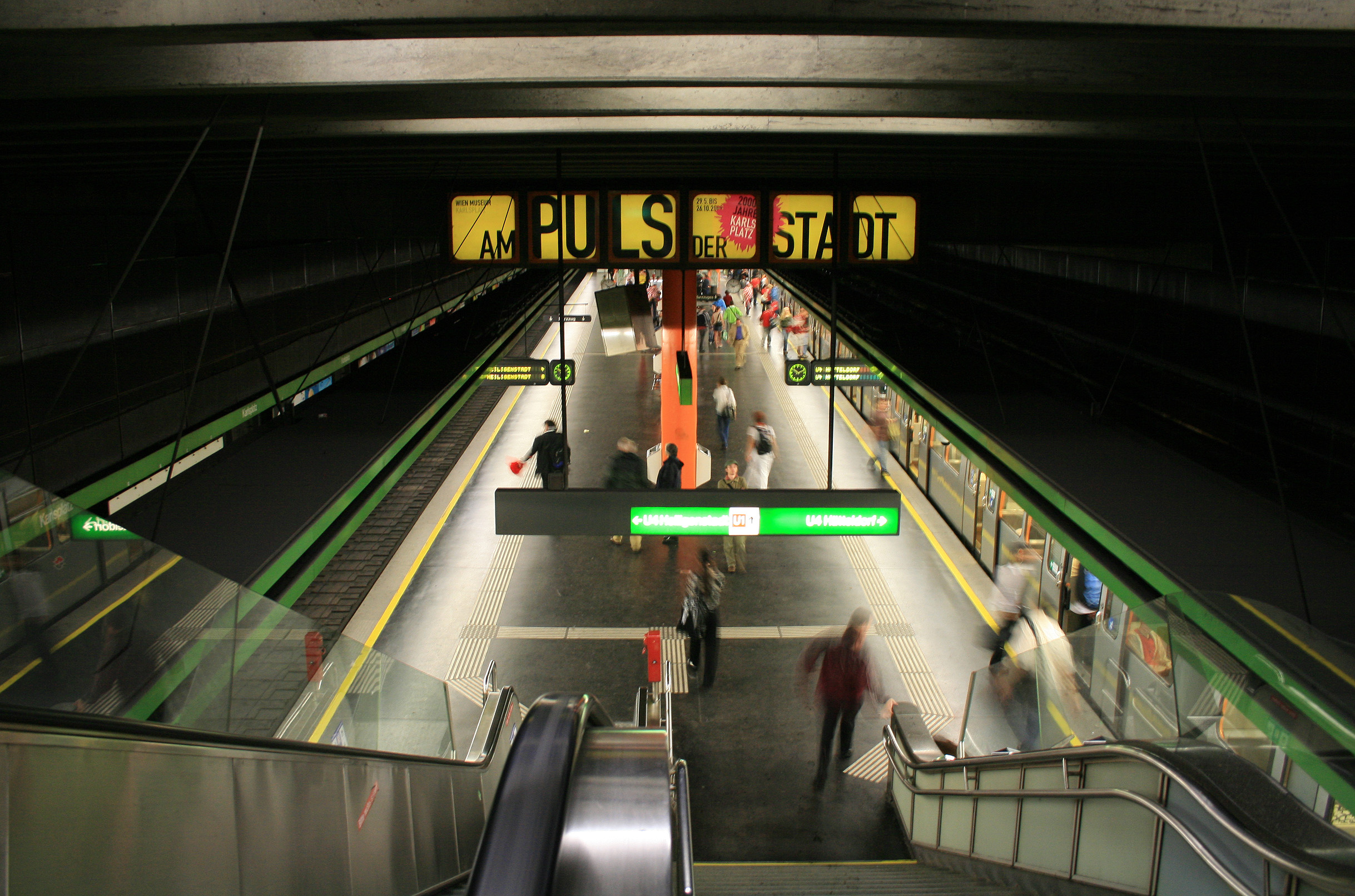
Eilandperron van de U4

## Metroverkeer

### U1
Hoewel op 25 februari 1978 de metro officieel geopend werd tussen Reumannplatz–Karlsplatz reden de metro's leeg door naar Stephansplatz dat nog niet gereed was voor reizigersverkeer. Karlsplatz beschikt niet over wissels om te kunnen keren zodat hiervoor gebruik gemaakt werd van de verbindingstunnel ten noorden van Stephansplatz die op beide sporen is aangesloten. Vanaf 18 november 1978 konden ook de reizigers mee tot Stephansplatz. In de netzvariante M uit 1970 was een vertakking ten zuiden van Karlsplatz opgenomen die onder lijnnummer 1A ruwweg de route van de Badnerbahn zou volgen. De tunnels ten zuiden van Karlsplatz liggen dan ook tot de beoogde splitsing onder de Rilkeplatz ver uit elkaar, de splitsing is er echter niet gekomen.

### U4
De ombouw van de Stadtbahn langs het Donaukanaal tot U4 begon al in 1972 met een proefdienst tussen Heiligenstadt en Friedensbrücke, vanaf 1976 werden ook reizigers meegenomen. De ombouw bereikte op 15 augustus 1978 Karlsplatz zodat doorgaande reizigers hier moetsen overstappen tussen de U4 uit het noorden en de Stadtbahn uit het westen. Hiertoe was tussen de sporen een houten eilandperron met trappen gebouwd. De ombouw was op 26 oktober 1980 tot Meidlinger Hauptstraße gereed zodat er sindsdien een doorgaande metrodienst op de U4 is.
Door de wens om een ringlijn rond het centrum te hebben werd op 7 september 1981 de lijn U2/U4 ingevoerd waarbij de metro's van U2 bij Schottentor via een verbindingsspoor doorreden op de U4 tot Hietzing zodat de metro na een start bij Karlsplatz onderweg weer de Karlsplatz passeerde. De ringlijn was hiermee min of meer gerealiseerd maar leidde tot verstoringen van het metroverkeer en op 25 september 1981 werd de lijn weer opgeheven.

### U2
Op 30 augustus 1980 werd ook de U2 geopend waarin de Lastenstraßetunnel was opgenomen. Deze tunnel was aan de zuidkant met 400 meter verlengd tot het nieuwe eindpunt Karlsplatz en aan de oostkant van Karlsplatz is nog een 200 meter lange tunnel gebouwd voor de keersporen. De Gesellschaft der Musikfreunde startte een bezwaarprocedure omdat de tunnel met keersporen voor de gevel van de Musikverein ligt en ze geluidshinder tijdens de bouw en door het rangeerwerk verwachtten. Toen de verlenging van de U2 in het oosten zich aandiende zijn tussen 1999 en 2001 de keersporen omgebouwd. Hierbij is ook de Musikverein ondergronds verbouwd en uitgebreid.
In 2007 werd besloten om de U2 ten zuiden van te verlengen met 5 stations. In 2014 werd dit ingetrokken toen een geheel nieuwe zuidtak voor de U2 werd voorgesteld, deze wordt bij Rathaus onder de oude tramtunnel gelegd.

### U5
De Lastenstraßetunnel was tussen 28 mei 2021 en 6 december 2024 gesloten in verband met grootonderhoud en het aanbrengen van perronschermen met perrondeuren zodat de eerste automatische metro van Wenen onder lijnnummer U5 gerealiseerd kan worden. Vanaf 2026 wordt Karlsplatz dan het zuidelijke eindpunt van de U5. De verlenging naar het zuiden was in 2007 al omstreden maar is nog steeds een optie voor de U5. Sinds 6 december 2024 rijdt de U2, in afwachting van de opening van de U5, weer door de Lastenstraßetunnel van en naar Karlsplatz.   

### Verkeersleiding
Tijdens de bouw van de metro bij station Karlsplatz werd ook de verkeersleiding op het knooppunt van de drie lijnen in het station ondergebracht. Door extra taken, zoals bewaking, en de groei van het metronet liep de verkeersleiding tegen de grenzen van haar capaciteit aan. Vanaf 2006 werd de verkeersleiding in verschillende etappes verplaatst naar de nieuwbouw bij Erdberg.